# Lita (album)
Lita è il terzo album di Lita Ford, pubblicato nel 1988 per l'Etichetta discografica RCA Records.
Il successo dell'album è stato trainato principalmente dai singoli Kiss Me Deadly e Close My Eyes Forever, quest'ultimo inciso in collaborazione con Ozzy Osbourne.

## Tracce
1. Back to the Cave – 4:01 (Chapman/Ezrin/Ford)
2. Can't Catch Me – 3:58 (Ezrin/Ford/Kilmister)
3. Blueberry – 3:47 (Chapman)
4. Kiss Me Deadly – 3:59 (Smiley)
5. Falling in and Out of Love – 5:07 (Ezrin/Ford/Sixx)
6. Fatal Passion – 4:41 (Ezrin/Ford/Peru)
7. Under the Gun – 4:48 (Ford)
8. Broken Dreams – 5:12 (Ezrin, Ford)
9. Close My Eyes Forever – 4:42 (Ford/Osbourne)

## Lineup
- Lita Ford - Voce, Chitarra
- Donnie Nossov - Basso
- Myron Grombacher - Batteria
- David Ezrin - Tastiere

### Altri musicisti
- Ozzy Osbourne - Voce nella traccia 9
- Craig Krampf - Batteria, Percussioni
- Llory McDonald - Cori
- Mike Chapman - Cori